# فيتوريو جي. روسي
فيتوريو جي. روسي (بالإيطالية: Vittorio Giovanni Rossi)‏ هو صحفي وكاتب إيطالي، ولد في 8 يناير 1898 في سانتا مارجريتا ليجوري في إيطاليا، وتوفي في 4 يناير 1978 في روما في إيطاليا.